# Kuitaart
Kuitaart (51° 21′ N, 4° 02′ L) é uma vila dos Países Baixos, na província de Zelândia. Kuitaart pertence ao município de Hulst, e está situada a 24 km southwest of Bergen op Zoom.
A área de Kuitaart, que também inclui as partes periféricas da cidade, bem como a zona rural circundante, tem uma população estimada em 120 habitantes.